# Plagiochila detecta
Plagiochila detecta là một loài rêu trong họ Plagiochilaceae. Loài này được M. L. So & Grolle mô tả khoa học đầu tiên năm 2000.